# Deux magots-priset

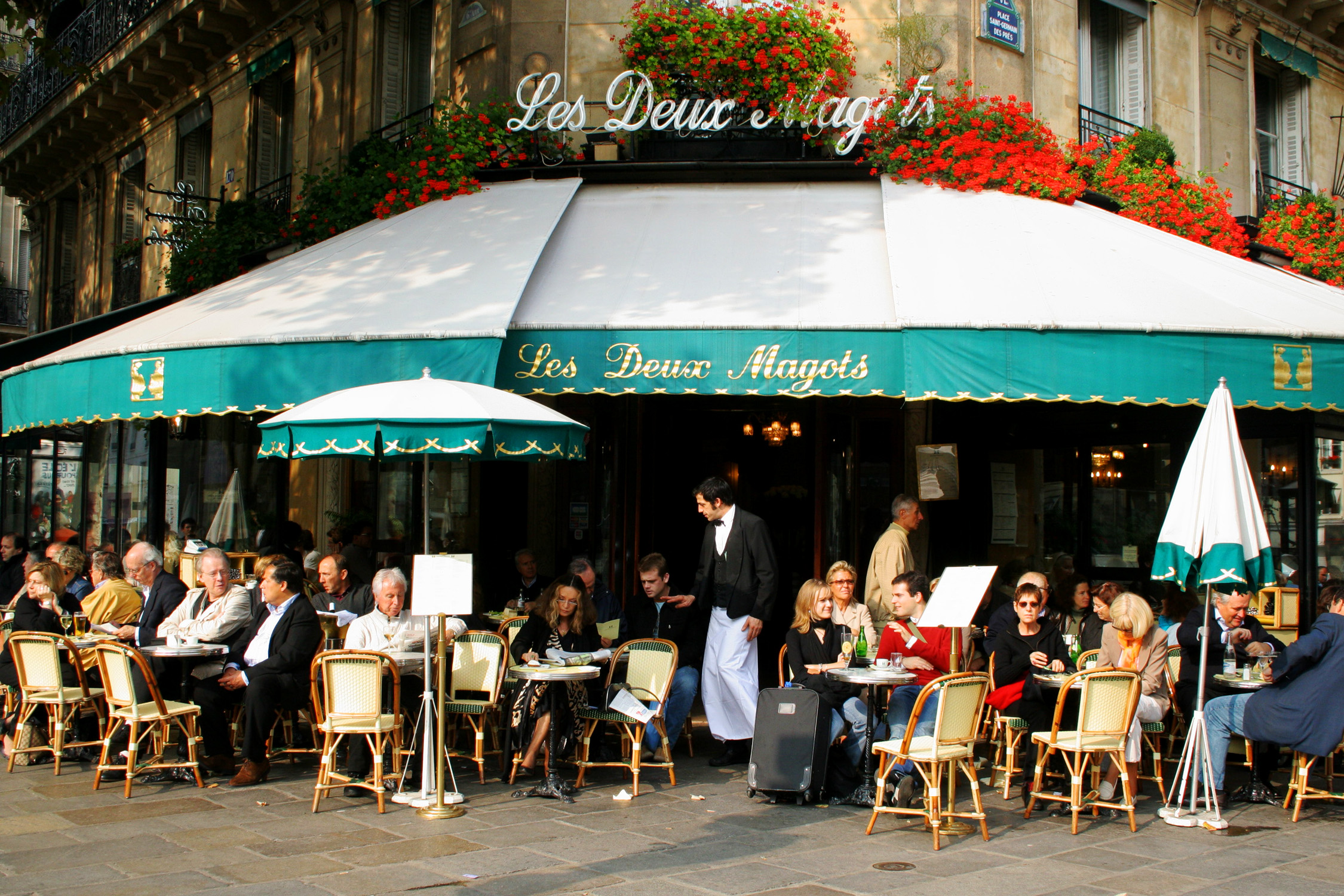
Les Deux magots i Paris

Deux magots-priset (franska: Prix des Deux magots) är ett franskt litteraturpris instiftat 1933. Det är uppkallat efter kaféet les Deux magots ("de två magoterna") i Paris där det instiftades. Det kom till som en reaktion mot Goncourtpriset vilket personerna bakom Deux magots-priset såg som alltför akademiskt inriktat. År 2014 var prissumman 7700 euro.

## Pristagare
- 1933: Raymond Queneau - Le Chiendent
- 1934: Georges Ribemont-Dessaignes - Monsieur Jean ou l'Amour absolu
- 1935: Jacques Baron - Charbon de mer
- 1936: Michel Matveev - Étrange Famille
- 1937: Georges Pillement - Plaisir d'amour
- 1938: Pierre-Jean Launay - Léonie la Bienheureuse
- 1941: Jean-Marie Aimot - Nos mitrailleuses n'ont pas tiré
- 1942: Olivier Séchan - Les corps ont soif
- 1944: Jean Milo - L'Esprit de famille
- 1946: Jean Loubes - Le Regret de Paris
- 1947: Paule Malardot - L'Amour aux deux visages
- 1948: Yves Malartic - Au pays du Bon Dieu
- 1949: Christian Coffinet - Autour de Chérubine
- 1950: Antoine Blondin - L'Europe buissonnière
- 1951: Jean Masarès - Comme le pélican du désert
- 1952: René-Jean Clot - Le Poil de la bête
- 1953: Albert Simonin - Grisbi (Touchez pas au grisbi !)
- 1954: Claude Cariguel - S
- 1955: Pauline Réage - Berättelsen om O (Histoire d'O)
- 1956: René Hardy - Bitter seger (Amère Victoire)
- 1957: Willy de Spens - Grain de beauté
- 1958: Michel Cournot - Le Premier Spectateur
- 1959: Henri-François Rey - La Fête espagnole
- 1960: Bernard Landry - Aide-mémoire pour Cécile
- 1961: Bernard Jourdan - Saint-Picoussin
- 1962: Loys Masson - Le Notaire des Noirs
- 1963: Jean Gilbert - L'Enfant et le Harnais
- 1964: Clément Lépidis - La Rose de Büyükada
- 1965: Fernand Pouillon - Les Pierres sauvages
- 1966: Michel Bataille - Une pyramide sur la mer
- 1967: Solange Fasquelle - L'Air de Venise
- 1968: Guy Sajer - Den glömde soldaten (Le Soldat oublié)
- 1969: Elvire de Brissac - À pleur-joie
- 1970: Roland Topor - Joko fête son anniversaire
- 1971: Bernard Frank - Un siècle débordé
- 1972: Alain Chedanne - Shit, Man !
- 1973: Michel del Castillo - Le Vent de la nuit
- 1974: André Hardellet - Les Chasseurs deux
- 1975: Geneviève Dormann - Le Bateau du courrier
- 1976: François Coupry - Mille pattes sans tête
- 1977: Inès Cagnati - Tok-Jenny (Génie la folle)
- 1978: Sébastien Japrisot - Vedergällningen (L'Été meurtrier)
- 1979: Catherine Rihoit - Le Bal des débutantes
- 1980: Roger Garaudy - Appel aux vivants
- 1981: Raymond Abellio - Sol invictus
- 1982: François Weyergans - Macaire le Copte
- 1983: Michel Haas - La Dernière Mise à mort
- 1984: Jean Vautrin - Patchwork
- 1985: Arthur Silent - Mémoires minuscules
- 1986: delat pris:
  - Éric Deschodt - Eugénie les larmes aux yeux
  - Michel Breitman - Le Témoin de poussière
- 1987: Gilles Lapouge - Slaget vid Wagram (La Bataille de Wagram)
- 1988: Henri Anger - La Mille-et-Unième Rue
- 1989: Marc Lambron - L'Impromptu de Madrid
- 1990: Olivier Frébourg - Roger Nimier. Trafiquant d'insolence
- 1991: Jean-Jacques Pauvert - Sade vivant
- 1992: Bruno Racine - Au péril de la mer
- 1993: Christian Bobin - Le Très-Bas
- 1994: Christophe Bataille - Annam
- 1995: Pierre Charras - Monsieur Henri
- 1996: Éric Neuhoff - Barbe à papa
- 1997: Ève de Castro - Nous serons comme des dieux
- 1998: delat pris:
  - Daniel Rondeau - Alexandrie
  - Éric Faye - Je suis le gardien du phare
- 1999: Marc Dugain - La Chambre des officiers
- 2000: Philippe Hermann - La Vraie Joie
- 2001: François Bizot - Le Portail
- 2002: Jean-Luc Coatalem - Je suis dans les mers du Sud
- 2003: Michka Assayas - Exhibition
- 2004: Adrien Goetz - La Dormeuse de Naples
- 2005: Gérard Oberlé - Retour à Zornhof
- 2006: Jean-Claude Pirotte - Une adolescence en Gueldre
- 2007: Stéphane Audeguy - Fils unique
- 2008: Dominique Barbéris - Quelque chose à cacher
- 2009: Bruno de Cessole - L'Heure de la fermeture dans les jardins d'Occident
- 2010: Bernard Chapuis - Le Rêve entouré d'eau
- 2011: Anthony Palou - Fruits et Légumes
- 2012: Michel Crépu - Le Souvenir du monde
- 2013: Pauline Dreyfus - Immortel, enfin
- 2014: Étienne de Montety - La route du salut
- 2015: Serge Joncour – L'Écrivain national
- 2016: Pierre Adrian – La Piste Pasolini
- 2017: Kéthévane Davrichewy – L'Autre Joseph